# Agadir Oufella
La Kasbah d'Agadir, Agadir Oufella ou Agadir Oufla (en tachelhit: ⴰⴳⴰⴷⵉⵔ ⵓⴼⵍⵍⴰ Agadir Ufella) est une forteresse et monument historique situé dans l'ancienne ville d'Agadir (Maroc) dont une grande partie fut endommagée par le tremblement de terre en 1960. Le fort est situé au sommet d'une montagne à plus de 236 mètres de la mer, au nord d'Agadir près du port actuel.

## Étymologie
Le mot « agadir » signifie « forteresse » en amazighe (par extension il désigne généralement des greniers fortifiés), et le mot « Oufella » signifie simplement « en haut ». Ainsi, Agadir Oufella signifie « la forteresse d'en haut ».

## Histoire
L'Agadir Oufella est établie en 1540 par le sultan saadien Mohammed ech-Cheikh pour contrôler les frappes des Portugais. Installés depuis 1470, ces derniers ont établi un fort sur la côte près d'Ain Fonty et mis en place une tour pour le surveiller. Ceci a incité les Saadiens pour construire la kasbah au sommet de la même montagne. Cet emplacement stratégique a permis le bombardement des installations portugaises avec de l'artillerie en 1541, libérant ensuite la forteresse portugaise appelée « Santa Cruz do Cabo de Gué ». Par la suite, l'importance du fort a diminué jusqu'à ce qu'Abdallah el-Ghalib le reconstruise.
La forteresse est fortement endommagée par le tremblement de terre en 1960.

## Organisation
Avant le tremblement de terre de 1960, l'Agadir Oufella était composé de :  
- un mur extérieur soutenu par des tours conçues à des fins défensives.
- une grande mosquée.
- un hôpital.
- un bâtiment du Trésor et du courrier.
- des maisons, ruelles et petites cours.
- du « Mellah », une synagogue.
- de sanctuaires importants comme le tombeau de Sidi Boujemaa Agnaou de la communauté Gnaoua ou celui de Lalla Yamna.

En 2005, un article académique a été publié critiquant la préservation et la restauration effectuées dans la Kasbah. L'argument principal était l'utilisation de matériaux qui ne permettent apparemment pas de se faire une idée de l'état des bâtiments avant la reconstruction. Aucune autre source supplémentaire n'a été trouvée pour soutenir l'approche de cet article.

## Galerie de photos

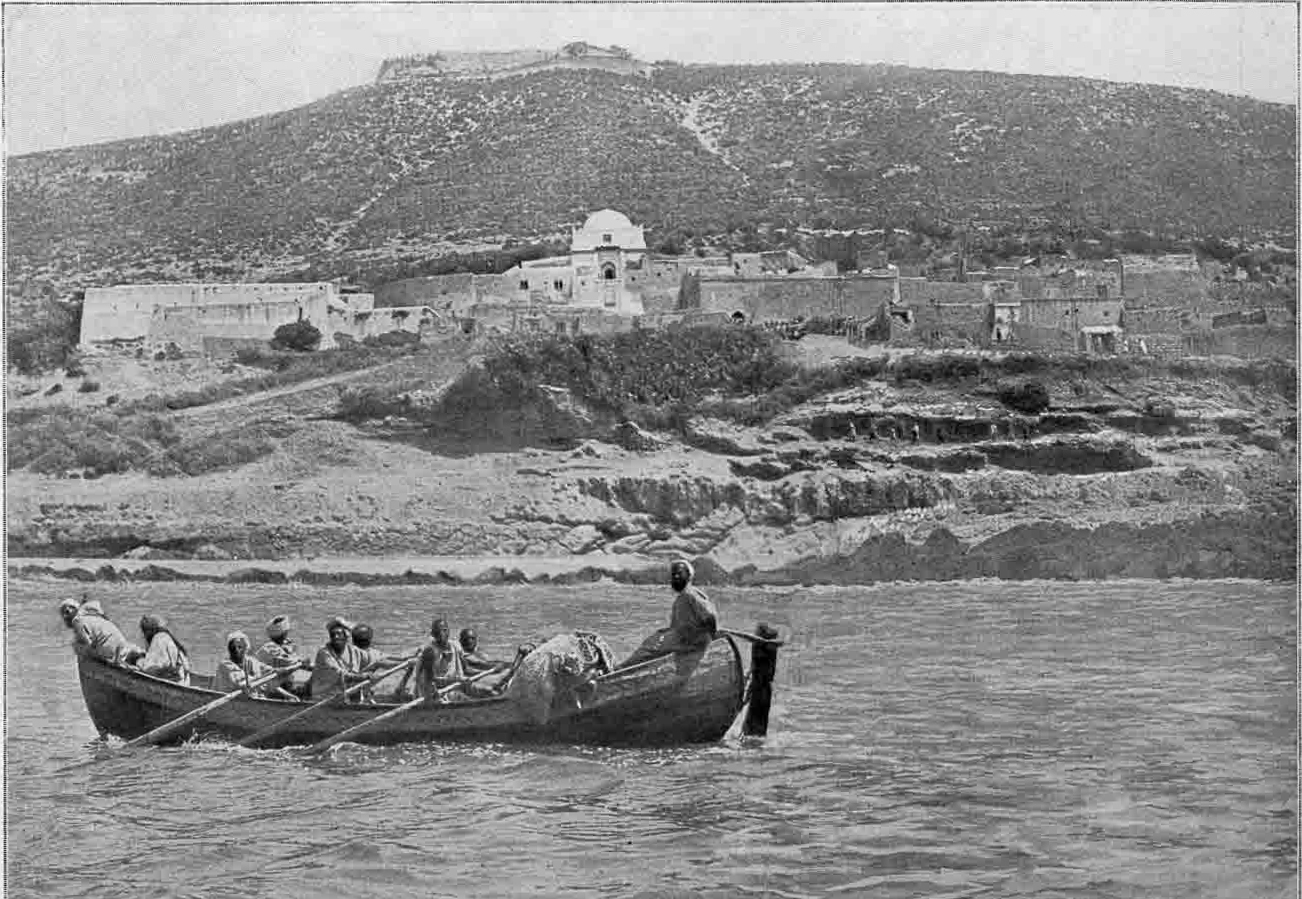
Agadir Ofla en 1905
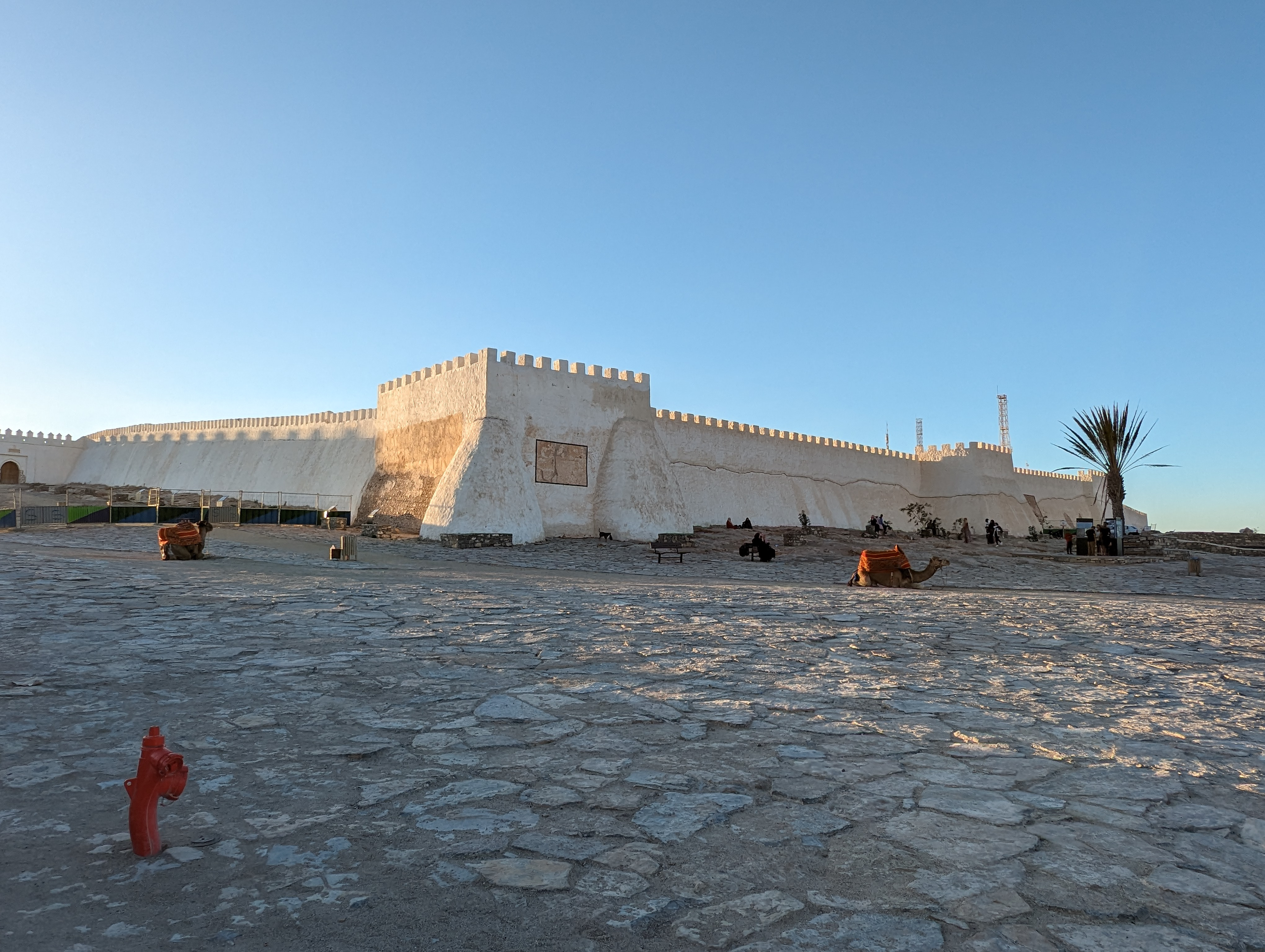
La muraille.
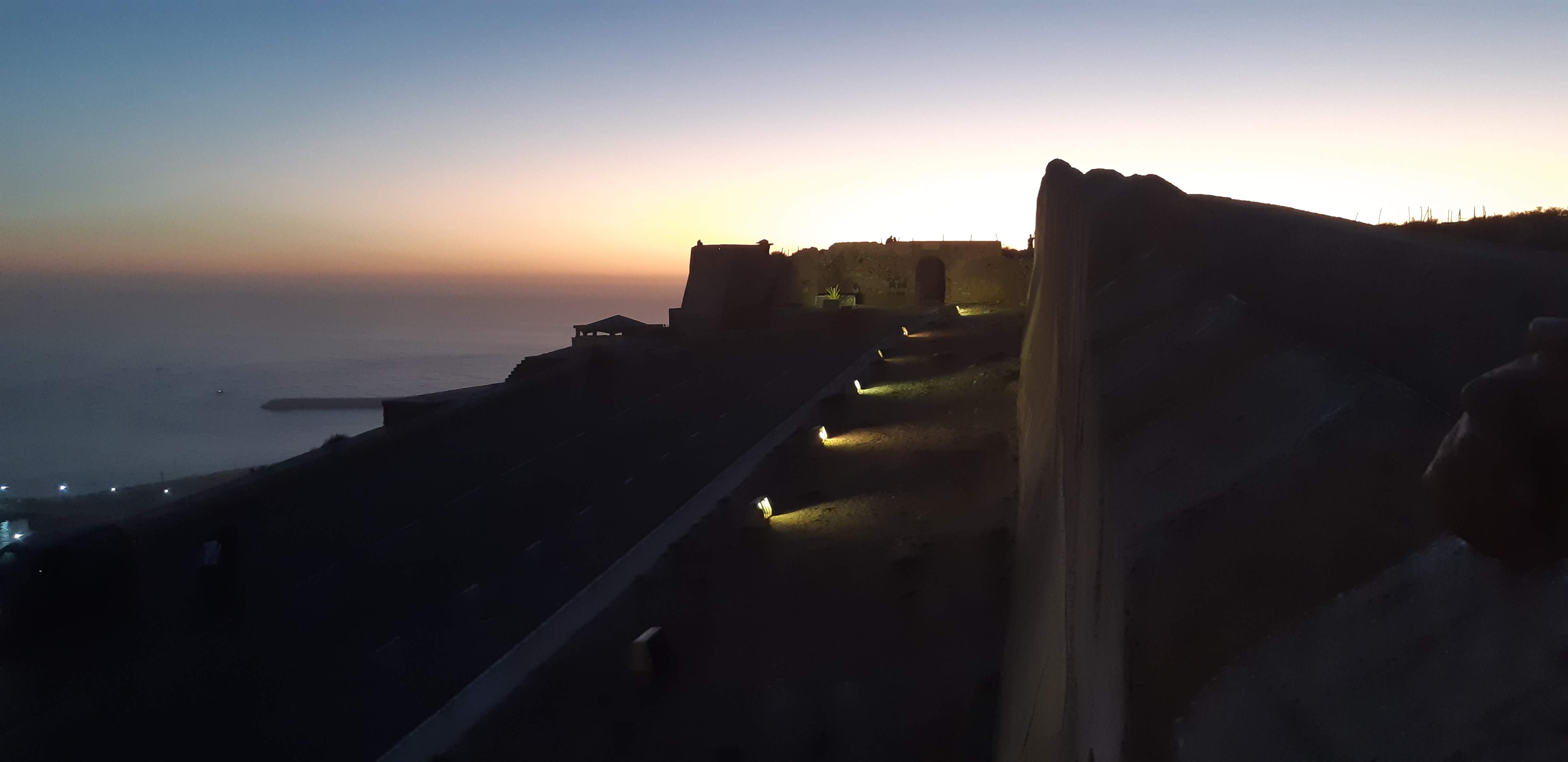
Les murs de la Casbah.
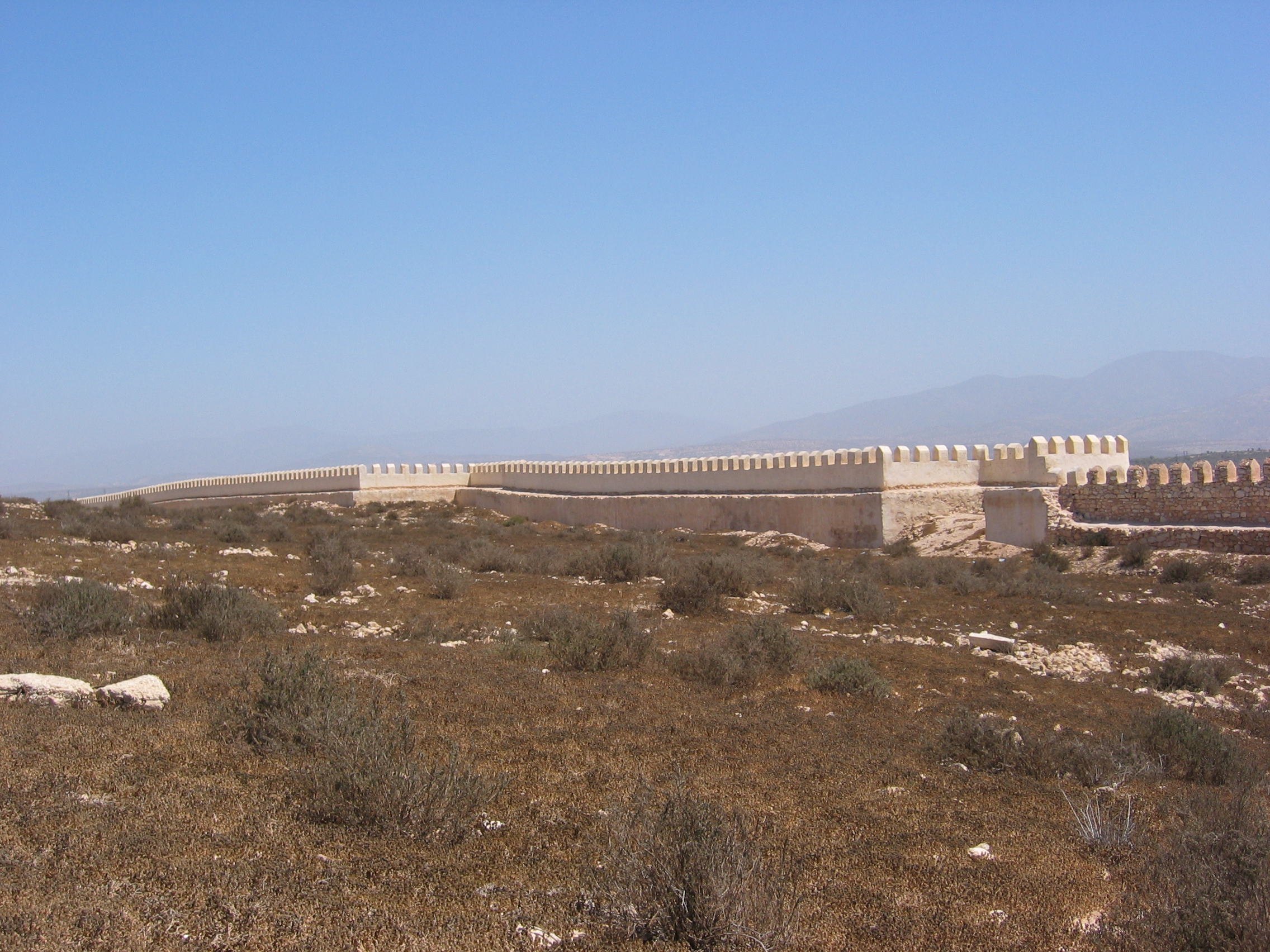
Les murs et les ruines.
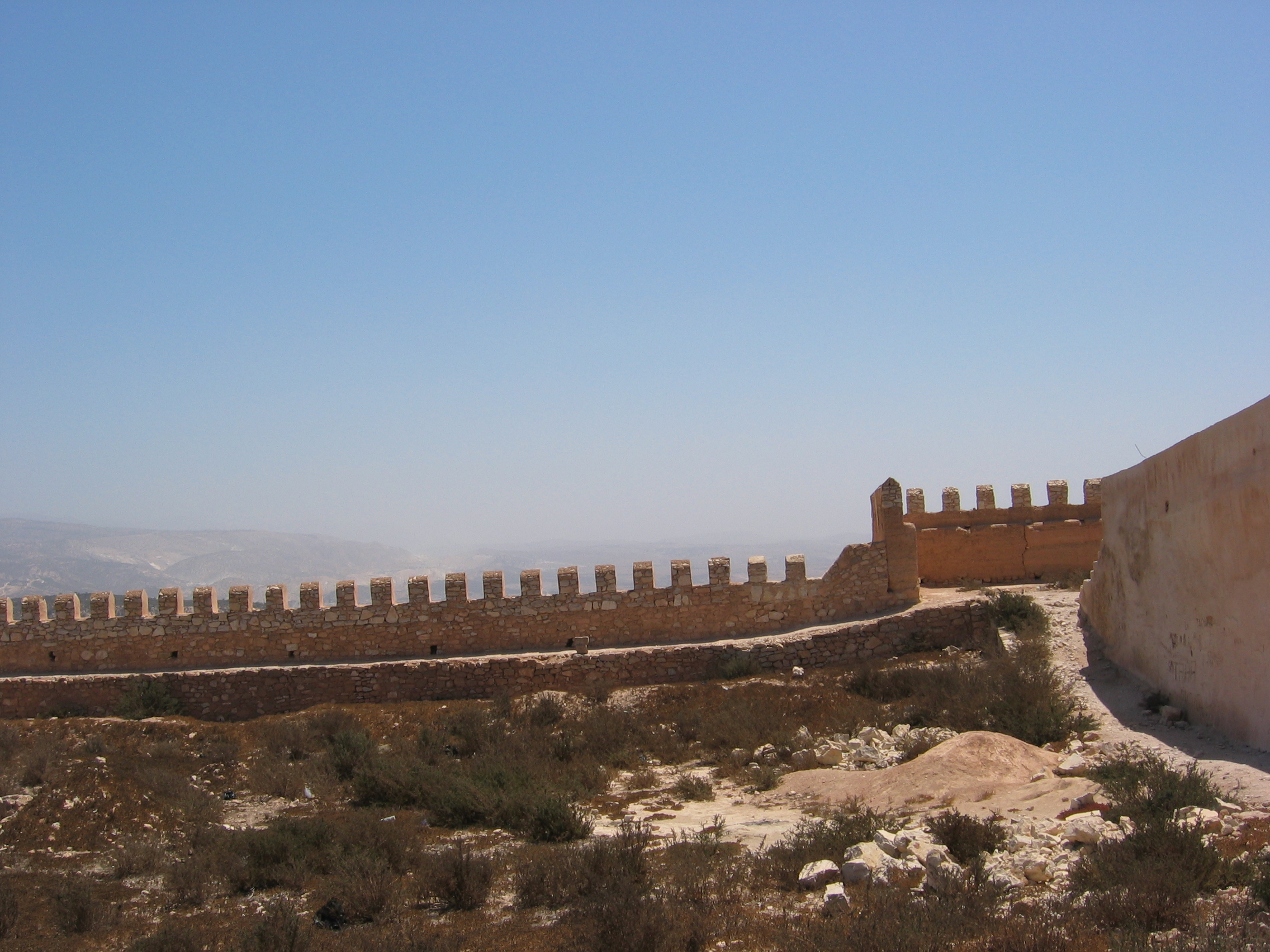
Une autre partie du mur et les ruines.
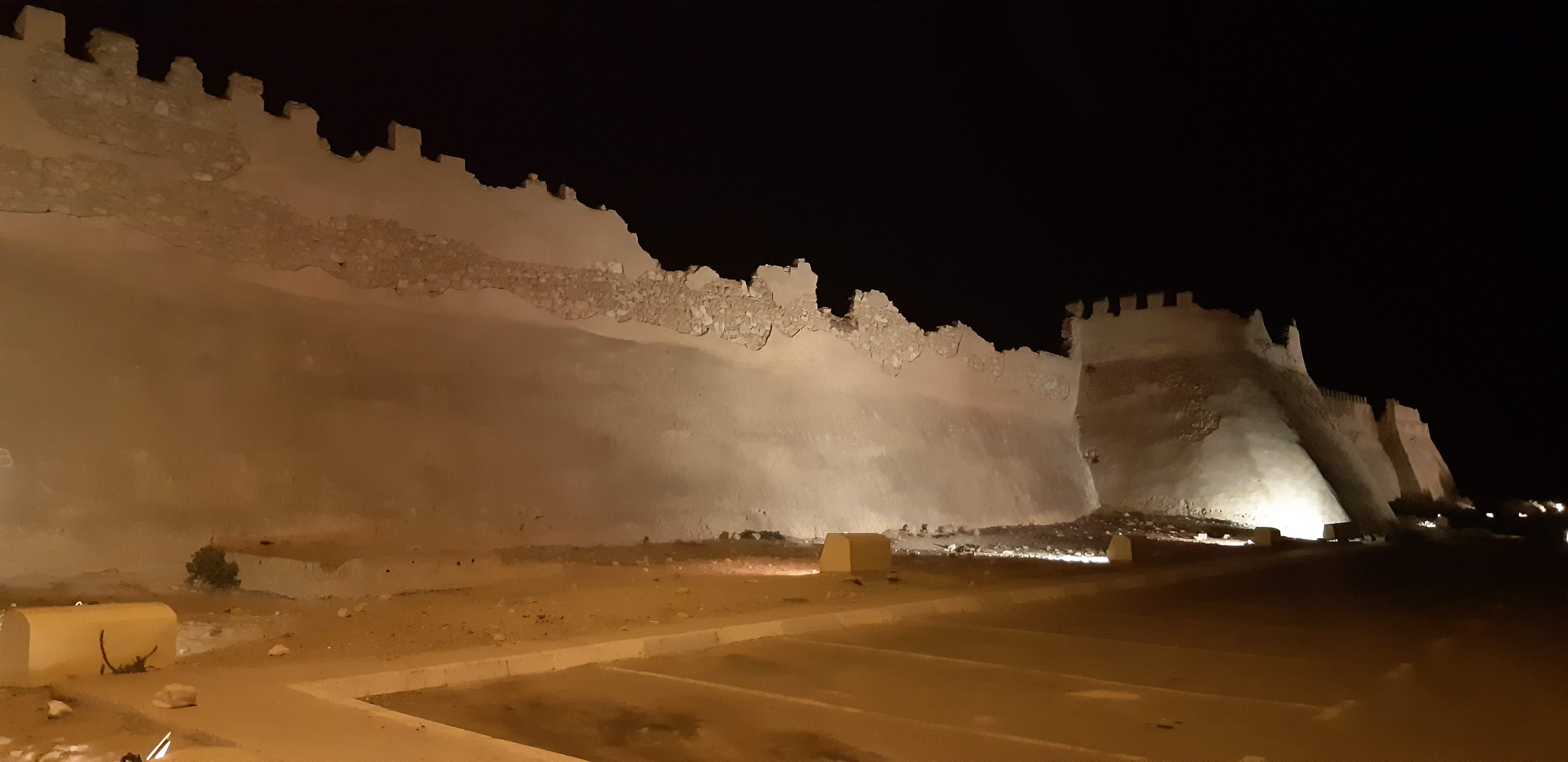
Murs illuminés.